# Озаровский, Юрий Эрастович
Ю́рий (Георгий) Эра́стович Озаро́вский (1869, Царское Село, Российская империя — 29 октября 1924, Париж, Франция) — драматический актёр, педагог, театровед, знаток русской старины, режиссёр Александринского театра. Заслуженный артист Императорских театров (1915).

## Биография
- Родился в 1869 году в семье офицера, капитана учебной конной батареи[1] под Санкт-Петербургом в Царском Селе[3].
- В 1887 организует кружок любителей художественного чтения, в котором ставит задачу соединения слова с интонацией подобно соединению поэзии с музыкой.
- В 1889 году поступил на курс В. Н. Давыдова и Н. С. Васильевой на Императорские драматические курсы при Театральном училище[1].
- В 1892 году поступает служить в Александринский театр. Первая роль — Загорецкий в «Горе от ума»
- В 1895 году у Юрия Эрастовича рождается сын Николай, будущий военный историк, командир канонерской лодки «Бурея» и дивизиона канонерских лодок Ладожской военной флотилии, кавалер двух орденов Ленина и трех орденов Боевого Красного знамени. Николай Юрьевич впоследствии напишет труд «Линкоры Ладоги» — уникальный документ, подробно описывающий боевые будни Дороги Жизни в период навигации, боевые действия на Ладоге в 1941—1943 годах, а также сражение у острова Сухо 21 октября 1942 года, в котором Н. Ю. Озаровский принял непосредственное участие[4].
- В конце 1890-х годов начинает коллекционировать старинную мебель, антикварные предметы быта и церковной утвари. В 1910-е годы в собственном одноэтажном домике в Соляном переулке создаёт частный музей мебели — «Старый домик», в котором экскурсоводом был он сам. Данный музей отличался от другим тем, что показывал «старинные интерьеры» — по сути, исторические реконструкции помещений того или иного времени. В собрании Эрмитажа находится немало предметов из коллекции Ю. Э. Озаровского[5]. Дом находился на месте нынешнего дома № 8 (музей «Старый домик»), в настоящее время не сохранился[6].
- В 1901 году с разрешения Дирекции императорских театров поступает в Археологический институт, и в 1903-м его заканчивает[1].
- С 1901 до 1912 года был женат на Дарье Михайловне Мусиной-Пушкиной (Озаровской), которая с 1901 по 1908 годы также была актрисой оперной труппы Александринского театра.
- Проживал в Санкт-Петербурге на Соляном переулке.
- Преподавал на Драматических курсах при Петербургском театральном училище, а также в драматической школе Поллак.
- В 1908 году печатает статью в журнале «Старые годы. Ежемесячник для любителей искусства и старины».
- В 1911 году издаёт в Санкт-Петербурге театральное пособие с режиссурой, постановкой, костюмами, гримом, декорациями пьесы Д. Фонвизина «Недоросль».
- На царскосельской выставке 1911 года Озаровский получил большую золотую медаль за представленную им коллекцию раритетов елизаветинского времени[1].
- В 1913 году издает брошюру «Мелодекламация», а также печатается в художественно-литературном журнале «Аполлон» (№ 8-10), где выходит его статья «Музыка мысли и чувства в искусстве живой речи»[7].
- В 1914 году издает книгу «Музыка живого слова. Основы русского художественного чтения», в которой предлагает развернутую теорию художественного чтения. Книга содержит два отдела. В отделе первом (Декламация) подробно рассматриваются логика, психология и эстетика художественного чтения, внимание уделяется как общим положениям, таким как логический центр, логическая пауза, гармония и тембр чтения, так и положениям, касающимся отдельных жанров: басня, сатира, поэма и т. д. В отделе втором (Дикция) Озаровский описывает такие свойства человеческого голоса, как подвижность, сила, полнота, говорит о тератологии звука, дает рекомендации по постановке правильного произношения. Кроме того, в книге содержится библиографическая заметка, включающая литературу по теории декламации, а также словарь чтеца и словарь имен[8].
- 1915 — преподаватель Женского педагогического института[9].
- После революции эмигрировал, основал в Париже русскую драматическую школу. Не оставлял театральной деятельности, в частности в эмигрантской газете «Руль», в номере от 27 февраля 1923 года вышло объявление о постановке в берлинской «Карусели» оперы-пародии А. И. Лабинского «Невеста Африканская», режиссёром которой указан Ю. Э. Озаровский[10].
- Личный архив с 1890 по 1914 годы хранится в Центральном государственном историческом архиве СССР в Ленинграде[11].
- В настоящее время идеи и мысли Озаровского не потеряли своей актуальности. В частности они приводятся в пример в учебном пособии для студентов «Методика выразительного чтения»[12].
- Умер в Париже, 29 октября 1924 года. Похоронен на кладбище Пер-Лашез.

## Музыка живого слова
В предисловии к своему монументальному труду по мелодекламации, востребованному по сей день, Озаровский писал:

Настоящій мой трудъ — плодъ свыше двадцатилетнихъ занятій моихъ изученіемъ и преподаваніемъ искусства художественнаго чтенія.
Онъ давно былъ задуманъ мной. Синтезъ началъ этого искусства сталъ вырисовываться передо мной летъ 10 назадъ, и еще въ ноябре 1900 г., выпуская въ светъ вторую книгу моихъ "Вопросовъ выразительнаго чтенія" (Спб. 1901), въ предисловіи къ ней, я говорилъ: 
«Съ выходомъ въ светъ настоящей книги является для меня возможнымъ приступить къ исполненію давно задуманнаго мною труда, посвященнаго систематическому изследованію теоріи художественнаго чтенія, что называется, ab оvo.» 
Не мне, конечно, судить, насколько лежащая передъ читателемъ книга разрешаетъ вопросъ о такой — несколько, быть можетъ, честолюбивой задаче, но последовательнымъ установленіемъ взгляда на художественное чтеніе, какъ на видъ музыкально-пластическаго искусства, со всеми вытекающими отсюда последствіями, во всякомъ случае, предуказывается планъ теоріи художественнаго чтенія, Отныне искусство это не будетъ уже стоять оторваннымъ отъ его несомненной родины: мысли и эмоціи-музыки и мимики. 
Видную роль въ уясненіи теоретическихъ основъ художественнаго чтенія сыграли для автора лекціи и занятія его въ Императорскомъ Женскомъ Педагогическомъ Институте, где, благодаря широте педагогическихъ взглядовъ директора его, глубокочтимаго С. Ф. Платонова, дело преподаванія художественнаго чтенія обставлено такимъ вниманіемъ, какому можетъ позавидовать любой деятель искусства. Поэтому желаніе автора украсить свою книгу именемъ этого замечательнаго историка нашего и педагога есть только слабый знакъ безграничной благодарности ему за такое вниманіе.
— Юрій Озаровскій. С.-Петербургъ. iюнь 1918 г.

## Связи, знакомства и последователи
Борис Васильевич Варнеке в своих «Неизданных воспоминаниях об Иннокентии Анненском» упоминает тот факт, что Озаровский косвенно поспособствовал его первому знакомству с Анненским:

Поздней осенью 1899 г., вернувшись с последнего магистерского экзамена, я читал его (Иннокентия Анненского) перевод «Ифигении в Авлиде», а за несколько дней до этого мой приятель Ю. Э. Озаровский слезно умолял меня подыскать ему какую-нибудь пьесу пооригинальнее для спектакля с участием В. Ф. Коммиссаржевской. Она пригласила его режиссировать, но ни она сама, ни он ни на какой определённой пьесе не остановились. Чем дальше читал я «Ифигению», тем больше казалась мне подходящей эта роль для В. Ф., и, едва дочитав пьесу до конца, поспешил с книжкой журнала к Озаровскому. Он, перед этим с учениками казенных курсов ставивший в переводе Мережковского «Антигону» Софокла, пришёл в восторг от перевода Анненского. Не меньше понравилась и пьеса и роль Коммиссаржевской, и вот в ближайшее воскресенье я отправился в Царское к Анненскому с просьбой разрешить постановку пьесы. Тот согласился с живейшей радостью, и так завязалось наше знакомство.
— Б. В. Варнеке
Учениками Ю.Э.Озаровского можно считать Всеволода Николаевича Всеволодского-Гернгросса, советского актёра и театроведа, обучавшегося у Озаровского в 1905—1908 годах на Драматических курсах при Петербургском театральном училище. По его словам именно Озаровский привил ему любовь к театральной старине (особенно XVIII в.), реконструкции, стилизации этого века и истории вообще. Также в классе Озаровского обучался Борис Сергеевич Глаголин, русский драматург, кинематографист, теоретик театра.

## Семья

Александр Эрастович Озаровский, родной брат Юрия Эрастовича, 1907 год

Отец военный, офицер. Служил в Тифлисе, Санкт-Петербурге.
- Александр Эрастович Озаровский — брат, генерал-майор, орденоносец, участник Первой мировой войны, преподаватель Константиновского артиллерийского училища, автор «Краткой исторической памятки дворян и константиновцев». Кавалер орденов Святого Станислава 2-й степени (1897 год), Святой Анны 2-й степени (1901 год), Святого Владимира 4-й степени (1904 год[16][17][18][19][20][21]
- Ольга Эрастовна Озаровская — сестра, исполнительница северных народных сказок, собирательница фольклора. Обнаружила и «открыла» миру сказительницу былин Марью Дмитриевну Кривополенову
- Озаровский, Николай Юрьевич — сын, офицер Российского императорского флота, капитан I ранга в Рабоче-Крестьянском Красном Флоте. В 1941—1943 - командир канонерской лодки «Бурея» и дивизиона канонерских лодок Ладожской военной флотилии. Кавалер двух Орденов Ленина и трех Орденов Боевого Красного Знамени.
- Озаровский, Василько Васильевич — племянник, советский серпентолог, впервые получивший приплод в неволе от эфы и гюрзы

## Исследование наследия
Личность Ю.Э. Озаровского привлекала исследователей с точки зрения его театральной деятельности в императорском Александринском театре. Его творческой биографии посвящена статья В.В. Соминой 
История формирования его коллекции антиквариата привлекла во второй половине XX века внимание сотрудников Государственного Эрмитажа, которые занимались поиском документации и самих предметов из его собрания. Впервые большое количество материалов по коллекции Ю. Э. Озаровского и музею «Старый домик» было введено в научный оборот сотрудниками Государственного Эрмитажа Н. Ю. Гусевой в 2001 году и Н. С. Онегиным .
. В работах раскрываются неизвестные ранее биографические данные, вводятся в научный оборот письма и документы, касающиеся жизни Ю. Э. Озаровского как собирателя старины.
В настоящее время продолжается исследовательская работа, направленная на изучение как биографии Озаровского-режиссёра, так и истории Озаровского-коллекционера.